# 下克羅皮夫納
48°51′29″N 29°8′4″E / 48.85806°N 29.13444°E
下克羅皮夫納（羅馬化：Nyzhcha Kropyvna）是烏克蘭西南部的村莊，隸屬文尼察州的文尼察區。該村面積1.74平方公里，海拔高度216米，2001年人口292，人口密度每平方公里167.53人。